# Кламер, Рахел
Рахел Шамисо Кламер (нидерл. Rachel Shamiso Klamer; 8 октября 1990, Хараре, Зимбабве) — нидерландская триатлонистка, серебряный призёр первых Европейских игр 2015 года, чемпионка Европы 2013 года, участница летних Олимпийских игр 2012 и 2016 годов.

## Спортивная биография
Рахел Кламер родилась в 1990 году в Зимбабве, где её родители в это время работали врачами. Первоначально Кламер занималась плаванием, а в 17 лет она перешла в триатлон. На юношеском уровне Кламер неоднократно выигрывала чемпионат Нидерландов, а также стала второй на чемпионате Европы среди юниоров в 2009 году.
На летних Олимпийских играх Кламер дебютировала в 2012 году. После плавания Кламер располагалась на 10-й позиции, уступая лидеру чуть больше минуты. После велосипедного этапа Рахел откатилась в середину таблицы. Беговая часть триатлона нидерландской спортсменке не удалась. По итогам всей дистанции Кламер заняла лишь 36-е место, отстав от победительницы швейцарки Николы Шпириг на 5 минут 11 секунд. В 2013 году Кламер завоевала золото чемпионата Европы.
На первых Европейских играх 2015 года в Баку Кламер стала второй, уступив Шпириг чуть больше минуты.